# Sikosaari (ö i Södra Karelen, Villmanstrand, lat 61,36, long 28,27)
Sikosaari är en ö i Finland. Den ligger i sjön Saimen och i kommunen Taipalsaari i den ekonomiska regionen  Villmanstrands ekonomiska region  och landskapet Södra Karelen, i den södra delen av landet, 220 km nordost om huvudstaden Helsingfors. Öns area är 19,1 hektar och dess största längd är 1 kilometer i nord-sydlig riktning.